# Felipe Lima (zawodnik MMA)
Felipe Lima (ur. 7 maja 1998 w Manaus) – brazylijski zawodnik mieszanych sztuk walki (MMA) walczący w kategorii koguciej oraz piórkowej. Od czerwca 2024 roku jest zawodnikiem największej organizacji MMA na świecie – UFC.
Od 28 lipca 2023 do 17 czerwca 2024 mistrz czesko-słowackiej organizacji Oktagon MMA.

## Osiągnięcia

### Mieszane sztuki walki
- 2018: Mistrz Amazon Talent w wadze koguciej
- 2021: Mistrz Fight Club Rush w wadze koguciej
- 2023-2024: Mistrz Oktagon MMA w wadze koguciej

## Lista zawodowych walk w MMA
| Wynik     | Bilans | Przeciwnik (bilans przed walką) | Rozstrzygnięcie                             | Runda | Czas | Rozgrywki                                   | Data       | Miejsce   | Uwagi                                                                                 |
| --------- | ------ | ------------------------------- | ------------------------------------------- | ----- | ---- | ------------------------------------------- | ---------- | --------- | ------------------------------------------------------------------------------------- |
| Przegrana | 14-2   | Payton Talbott (9-1)            | Decyzja (jednogłośna)                       | 3     | 5:00 | UFC 317                                     | 28.06.2025 | Las Vegas |                                                                                       |
| Wygrana   | 14-1   | Miles Johns (11-2)              | Decyzja (jednogłośna)                       | 3     | 5:00 | UFC Fight Night: Covington vs. Buckley      | 14.12.2024 | Las Vegas |                                                                                       |
| Wygrana   | 13-1   | Muhammad Naimov (11-2)          | Poddanie (duszenie zza pleców)              | 3     | 1:15 | UFC on ABC: Whittaker vs. Aliskerov         | 22.06.2024 | Rijad     | Debiut w UFC. Bonus za występ wieczoru.                                               |
| Wygrana   | 12-1   | Jonas Mågård (15-5)             | Decyzja (jednogłośna)                       | 5     | 5:00 | Oktagon 45 Special: Mågård vs. Lima         | 28.07.2023 | Praga     | Zdobył pas mistrzowski Oktagon MMA w wadze koguciej. Debiut w Oktagon MMA. Main Event |
| Wygrana   | 11-1   | Evgeny Odnorog (21-7)           | KO (latające kolano)                        | 1     | N/A  | Fight Club Rush 10                          | 20.11.2021 | Vasteras  | Zdobył wakujący pas mistrzowski Fight Club Rush w wadze koguciej. Main Event.         |
| Wygrana   | 10-1   | Fernando Flores (8-7)           | Decyzja (jednogłośna)                       | 3     | 5:00 | Fight Club Rush 8                           | 06.03.2021 | Vasteras  | Debiut w Fight Club Rush. Main Event.                                                 |
| Wygrana   | 9-1    | Farbod Iran Nezhad (8-1-1)      | Decyzja (jednogłośna)                       | 3     | 5:00 | Brave CF 39                                 | 15.08.2020 | Sztokholm | Debiut w Brave CF.                                                                    |
| Wygrana   | 8-1    | Gustavo Oliveira (6-0)          | Decyzja (jednogłośna)                       | 3     | 5:00 | Mr. Cage 39: PowerExpo Sports Festival 2019 | 13.10.2019 | Maia      |                                                                                       |
| Wygrana   | 7-1    | Eurides Bandeira (5-4)          | TKO (niezdolność do kontynuowania walki)    | 3     | 3:40 | Amazon Talent 10: Gold Edition              | 05.12.2018 | Manaus    | Zdobył wakujący pas mistrzowski Amazon Talent w wadze koguciej. Main Event.           |
| Wygrana   | 6-1    | Adalberto Silva (2-3)           | TKO (ciosy pięściami)                       | 1     | 0:43 | Arena Fight Championship 4                  | 30.06.2018 | Coari     |                                                                                       |
| Wygrana   | 5-1    | Adimilson Pimentel (0-0)        | KO (cios)                                   | 1     | 1:38 | Amazon Talent 8                             | 10.03.2018 | Manaus    |                                                                                       |
| Wygrana   | 4-1    | Tião Calixto (0-0)              | Decyzja (jednogłośna)                       | 3     | 5:00 | Rei da Selva Combat 10                      | 11.11.2017 | Manaus    |                                                                                       |
| Wygrana   | 3-1    | Izaias Silva (0-1)              | Decyzja (jednogłośna)                       | 3     | 5:00 | Arena Fight Championship 3                  | 29.07.2017 | Coari     |                                                                                       |
| Wygrana   | 2-1    | Dionatan Carvalho (0-2)         | Poddanie (dźwignia prosta na staw łokciowy) | 1     | 2:33 | Amazon Talent 7                             | 04.03.2017 | Manaus    |                                                                                       |
| Wygrana   | 1-1    | Tiago Santos (0-0)              | Poddanie (duszenie zza pleców)              | 1     | 3:25 | Amazon Talent 3                             | 29.10.2015 | Manaus    |                                                                                       |
| Przegrana | 0-1    | Ivan Luiz (2-0)                 | Poddanie (duszenie trójkątne rękoma)        | 2     | 3:39 | EnerGym Fight                               | 08.08.2015 | Manaus    | Debiut w zawodowym MMA oraz kategorii koguciej.                                       |